# Театр примар
Театр примар (яп. 劇場霊, Gekijourei) — японський фільм жахів, знятий Хідео Наката. Він є ремейком фільму «Акторка-привид» Хідео Наката. Прем'єра стрічки в Україні відбулась 25 лютого 2016 року. Фільм розповідає про акторку на ім'я Сара, яка вирішує взяти участь у великій театральній постановці, в котрій головну роль виконує лялька з загадковою історією.

## У ролях
- Харука Сімадзакі — Сара
- Мантаро Коіті
- Ріка Адаті — Каорі
- Ріхо Такагі — Аой